# Ханапиев, Рамазан Тимурович
Рамазан Тимурович Ханапиев (27 ноября 2002, Хасавюрт, Дагестан, Россия) — российский боксёр-любитель. Мастер спорта России, чемпион России (2023) в любителях.

## Любительская карьера
Уроженец Хасавюрта.
Занимался боксом в Хасавюрте под руководством Адилем и Ханмурзой Исаевым. В октябре 2020 года в Минске завоевал золотую медаль на международном турнире памяти мастера спорта СССР Владимира Ботвинника, среди спортсменов в возрасте 17-18 лет.

### 2022—2023 годы
8 июля 2022 года ему было присвоено звание мастер спорта России.
В начале августа 2022 года стало известно, что Ханапиев попал в резервный список для участия на Всероссийской спартакиаде, несмотря на это, он выступил на самой спартакиаде, где остался без медали.
В июне 2023 года в Серпухове стал бронзовым призёром чемпионата России среди юниоров (19-22 года).
В августе 2023 года в Хабаровске на чемпионате России в 1/4 финала одолел Никиту Рустенко, обеспечив себе медаль. Затем в полуфинале одолел Дмитрия Фоминых, и в финале стал чемпионом России победив представителя Челябинска Андрея Стоцкого.
В октябре 2023 года, в Будве (Черногория) стал бронзовым призёром Кубка Европы EUBC Cup 2023, где он в четвертьфинале по очкам со счётом 5:0 победил белоруса Владислава Смягликова, но в полуфинале по очкам со счётом 1:4 проиграл итальянцу Азизу Аббесу Мухийдину.

## Достижения
- Чемпионат России по боксу среди юниоров 2021 — ;
- Чемпионат России по боксу среди юниоров (19-22 года) — ;
- Чемпионат России по боксу 2023 — ;
- Кубок России по боксу 2024 — .